# Neuf niveaux
Le modèle des neuf niveaux de complexité d'un système a été imaginé par Kenneth E. Boulding en 1956.
Il a été repris et adapté par Jean-Louis Le Moigne en 1977.

## Modèle de Boulding
Il a été présenté dans un article du Management Science d'avril 1956, dénommé General Systems theory - The skeleton of science. Ce titre a été traduit par J-L Le Moigne en La théorie générale des systèmes, charpente de la science.
En 1985 dans The World as a Total System, Kenneth Boulding imagina un second modèle de la hiérarchie des systèmes à 11 niveaux.
| Niveau | Modèle de 1956         | Modèle de 1985                 |
| ------ | ---------------------- | ------------------------------ |
| 1      | Canevas                | Système mécanique              |
| 2      | Horloge                | Système cinématique            |
| 3      | Thermostat             | Système à rétroaction positive |
| 4      | Cellule                | Système créodique              |
| 5      | Plante                 | Système reproductif            |
| 6      | Animal                 | Système démographique          |
| 7      | Humain                 | Système écologique             |
| 8      | Organisation sociale   | Système évolutionnaire         |
| 9      | Système transcendantal | Système humain                 |
| 10     |                        | Système social                 |
| 11     |                        | Système transcendantal         |

### Canevas (1)
Le canevas ou la charpente sont des exemples de structure statique. À ce niveau, l'anatomie du système est décrite avec précision.

### Horloge (2)
L'horloge est un exemple de structure dynamique. La cinématique, la dynamique des fluides et l'astronomie représentent ce niveau.

### Thermostat (3)
Le thermostat et le régulateur à boules de Watt sont des exemples d'effet retour. La transmission d'information émerge à ce niveau. L'homéostatisme et la cybernétique représentent ce niveau.

### Cellule (4)
La cellule est un exemple de système ouvert. À ce niveau, émerge le vivant. La structure auto-adaptative à son environnement représente ce niveau.
non

### Plante (5)
Dans l'exemple de la plante, le système voit apparaître la spécialisation des fonctions et la division des tâches.

## Présentation de Bertalanffy
Ludwig von Bertalanffy a repris le modèle de Boulding et en a fait une nouvelle présentation en 1968 dans "Théorie générale des systèmes".
| Niveau                      | Description et exemples | Théorie et modèles |
| --------------------------- | --- | --- |
| Structures statiques        | Atomes, molécules, cristaux, structures biologiques du microscope électronique au niveau macroscopique                                                                              | Formules structurelles de la chimie ; cristallographie ; descriptions anatomiques                                                                                    |
| Mouvements d'horlogerie     | Horloges, machines conventionnelles, systèmes solaires | Physique conventionnelle (mécanique de Newton ou d'Einstein) |
| Mécanismes d'autorégulation | Thermostat, servomécanismes, mécanismes homéostatiques de l'organisme | Cybernétique ; théorie de la rétroaction et de l'information |
| Systèmes ouverts            | Flamme, cellules et organismes en général | Extension à la théorie physique à des systèmes qui se maintiennent eux-mêmes par un flux de matière (métabolisme) ; stockage de l'information dans la séquence d'ADN |
| Organismes de bas niveau    | Organismes du type végétal : différenciation croissante du système ("division du travail") ; distinction de la reproduction et de l'individu fonctionnel ("trace du germe et soma") | La théorie et les modèles ont tendance à manquer |
| Animaux                     | Importance croissante du trafic de l'information (évolution des récepteurs, systèmes nerveux ; apprentissage ; début de conscience.                                                 | Débuts de la théorie des automates (relations S-R), rétroaction (phénomènes régulateurs, comportement autonome (oscillations relaxées)                               |
| Homme                       | Symbolisme ; passé et futur, moi et monde, conscience de soi. Conséquences : communication par le langage                                                                           | Théorie naissante du symbolisme |
| Systèmes socio-culturels    | Populations et organismes (humains inclus) ; communautés symboliquement déterminées (cultures) chez l'homme seulement                                                               | Lois statistiques et peut-être dynamique de la dynamique des populations, sociologie, économie, peut-être histoire. Début de la théorie des systèmes culturels.      |
| Systèmes symboliques        | Langage, logique, mathématiques, sciences, arts, morales | Algorithmes symboliques (mathématiques, grammaires), "règles du jeu" comme dans les arts visuels, musique                                                            |

## Modèle de Le Moigne

### Système passif (1)
Le premier niveau représente un "système passif", identifiable et différentiable de son
environnement: il se contente d'être et l'on peut, même artificiellement, en définir les
contours.

### Système actif (2)
Le deuxième niveau décrit un "système actif", il est présumé faire quelque chose, agit et
réagit en fonction des sollicitations de l'environnement: c'est le processeur boîte noire qui
reçoit, traite et émet uniformément.

### Système régulé (3)
Le troisième niveau formalise un "système régulé", et dispose en principe d'une certaine
forme de régularité dans son activité. Cela suppose un mécanisme interne qui assure la
stabilité, quelles que soient les perturbations de l'environnement, mais il ne traite toujours
pas d'informations.

### Système informé (4)
Le quatrième niveau définit un "système informé", capable de mémoriser de l'information et de l'utiliser pour modifier son comportement. Il traite l'information, ne l'interprète pas et se contente d'exécuter des commandes programmées.

### Système décide (5)
Le cinquième niveau s'intéresse au "système décideur", doté non seulement d'une capacité de traitement mais aussi capable d'interpréter des situations et de décider des actions à conduire. Il y a donc échange entre le système opérant et le système de décision ce qui donne à ce système un caractère déterministe. Le niveau cinq fait émerger la nécessité de modéliser ces systèmes, machines ou êtres vivants, avec deux sous-systèmes de représentation: le sous-système d'opération et le sous-système de décision. On pénètre alors dans la cybernétique.

### Système mémorise (6)
Le sixième niveau, le "système mémorisateur", agit et élabore ses décisions en fonction d'informations qu'il stocke au cours de la prise en compte et du traitement d'événements provenant de l'extérieur. Cela implique que l'on dispose dès lors d'un sous-système supplémentaire, le système d'information qui mémorise les actions et les décisions pour que le système global ait un comportement intelligible.

### Système coordonné (7)
Le septième niveau postule que le "système coordonne" ses décisions d'actions en fonction des situations qui se présentent dans des activités différentiées. Dans ce cas, les processeurs décisionnels sont branchés directement sur les événements et agissent sur le système d'information pour déclencher des opérations: c'est le propre des systèmes informatisés classiques dont les capacités d'évolution sont limitées aux règles établies au départ.

### Système auto-organisé (8)
Le huitième niveau très importante, le "système est intelligent", dispose d'une capacité d'imagination et élabore de ce fait de nouvelles formes d'action, conserve la trace des expériences passées et se fait comprendre. Son comportement est essentiellement heuristique, et caractérise aussi bien les animaux, les entreprises traditionnelles que les systèmes informatisés évolués tels que les systèmes experts, neuroniques ou à logique floue.

### Système auto-finalisé (9)
Le neuvième niveau envisage qu'il y a conscience et que par conséquent le "système s'auto finalise": on touche alors à l'humain qui seul peut transformer les finalités ou l'identité.